# Separate Hearts
『Separate Hearts』（セパレイトハーツ）は、2006年2月23日に日本のコンピュータゲームブランド・KIDより発売されたPlayStation 2用ゲームソフト。

## 概要
事故の後遺症で記憶があいまいになった少年が、覚えのない恋人の面影を捜し求める作品。ヒロイン数は5名。キャッチコピーは「別れた君が心に還るとき、真実の世界が甦る」。
恋人の捜索をあきらめて他のヒロインと結ばれることも可能だが、それで2人が幸せになったとしてもバッドエンド扱いとなる。真相に近づくためには、彼女たちを突き放すような選択を迫られる。

## あらすじ
バイクの運転中に事故に遭った純一は、体こそ軽傷で済んだものの、頭を打ったせいか記憶があいまいになっていた。高校への通学路もうろ覚えであり、かろうじて記憶にあった親友の透に助けられてなんとかたどり着いた。だがそこで目にした、クラスの中でぽつんと空いたひとつの席がどうしても気になってしまう。透に尋ねてみると、そこは失踪したひかりの席だと教えられ、さらに彼女は純一と交際していたと告げられる。
そう言われても記憶は戻らず、実感を持てないまま日常生活を送る純一だったが、まわりの少女たちとの交流の中にふと、ひかりの面影を感じるようになる。彼女たちが失われた過去への鍵を握っているのはなぜか、そしてひかりが失踪した理由とは？

## ファルベインの砦
劇中劇であり、演劇部が練習中の舞台脚本の名称。主演は燈香朱で、行方不明になる前のひかりもかかわっていたという。
敵国の侵略から故国を守るため、国境の砦ファルベインに立てこもった女騎士クラディス。だが手勢はわずかであり、砦が捨て駒に過ぎないことは彼女も承知していた。それでも同胞を助けるために勝ち目のない戦に臨むクラディスの才と心意気を惜しんだ敵将ベイトは降伏を呼びかけるが、彼女は決して退こうとしない。はたして孤高の女騎士の命運は……。
と、いいところで脚本の前半が終わっており、この後の展開が気になって純一が尋ねたところ、執筆者は記憶を失う以前の純一自身であることが判明した。

## 登場人物

### メインキャラクター
星川 純一（ほしかわ じゅんいち）
主人公の少年。天台高校2年生。部分的な記憶喪失に苦しめられつつ、過去の断片を拾い集めていく。
日向 ひかり（ひなた ひかり）
声 : 小清水亜美
4月15日生まれ。身長160cm。体重45kg。血液型O型。3サイズはB86、W58、H87。
謎の失踪を遂げた純一の恋人。彼女の人物像と行方を突き止めるのが純一の当面の目的である。
深月 真夜（みづき まや）
声 : 広橋涼
3月1日生まれ。身長164cm。体重42kg。血液型AB型。3サイズはB82、W55、H83。
純一の年下の幼馴染。クールそうな外見に反して言動は子供っぽく、難しい漢字が読めなかったりする。純一の過去を詳しく知っているはずだが、尋ねられても答えようとはせず、逆に何かの約束を思い出すようにせがむ。彼がほかの女の子と仲良くしていると、あからさまに邪魔に入ってくる。
双葉 碧（ふたば みどり）
声 : 斎藤桃子
5月16日生まれ。身長149cm。体重38kg。血液型O型。3サイズはB74、W52、H77。
後輩の女の子。天真爛漫で天然。通学路を忘れてしまった純一が道を尋ねたところ、彼女自身が極度の方向音痴だったため助けにならなかった。仲良くなると、お気に入りの校舎裏の森で得意の弁当を振舞ってくれる。
水瀬 藍（みなせ あい）
声 : 本多陽子
9月23日生まれ。身長168cm。体重49kg。血液型O型。3サイズはB92、W56、H87。
純一の同級生で、水泳部のエース。負けず嫌いで気が強そうだが内面は繊細で、ときおり河原でひとり水切りをしては心の傷を癒している。とてもスタイルがよく、透からは「あいつがすごいのは胸だけだろ」などと言われている。
燈香 朱（とうか あかね）
声 : 宮川美保
7月27日生まれ。身長158cm。体重43kg。血液型O型。3サイズはB82、W56、H83。
演劇部の部員。昼寝が趣味で、昼休みはよく屋上で寝ている。活発でフレンドリーな性格だが、独特の言い回しで語ったり、演劇の役に没頭してしまうため、彼女との会話は空回りしがち。

### サブキャラクター
鏡見 透（かがみ とおる）
声 : 杉田智和
4月12日生まれ。身長179cm。体重66cm。血液型A型。
純一の親友で、記憶喪失で困っている彼になにくれとなく助けの手を差し伸べてくれる。いささか過保護気味。
中原 育也（なかはら いくや）
声 : 岡本寛志
8月5日生まれ。身長170cm。体重59kg。血液型O型。
関西弁で話す、文芸部の後輩。純一のことを「師匠」と呼んで慕っている。もちろん純一自身には慕われる理由が思い当たらないのだが、なんでも「いろいろなことを教わった」らしい。
ヨモギ
声 : 西山陽子
碧がいつも持ち歩いているペンギンのぬいぐるみ。なぜか動いたりしゃべったりする。ぬいぐるみの兄妹がほかにもいるという。

## スタッフ
- キャラクターデザイン : 九条笛子
- シナリオ : 西ノ宮勇希、若林健 (SDR project)、山田○（デルタファクトリー）
- 音楽 : 阿保剛
- プロデューサー : 市川和弘
- オープニングテーマ : Separate Hearts
  - 作詞・作曲 : 志倉千代丸、編曲 : 磯江俊道 / 歌 : KAORI

## 関連商品
- 書籍
  - セパレイトハーツ 設定解説ファンブック（ジャイブ）ISBN 4-86176-243-X
- CD
  - Separate Hearts 〜Original Audio Collection〜 (5pb. / VGCD-0029)